# Болории
Болории (лат. Boloria) — род дневных бабочек из семейства нимфалид.

## Описание
Передние крылья имеют выгнутый внешний край, при этом край задних крыльев является округлым. Передний угол заднего крыла является почти прямым (90 градусов). Нижняя сторона крыльев всегда имеет в своей окраске небольшие перламутровые пятна. Дискальная перевязь на нижней стороне заднего крыла снаружи не ограничена тёмным контуром. На передних крыльях жилка R1 не ветвится и начинается от центральной ячейки. Жилки R2, R3, R4, R5 имеют общий ствол, начинающийся от центральной ячейки. К костальному (переднему) краю переднего крыла выходят жилки R1 и R2, R3 выходит к вершине, а R4, R5 — к внешнему краю крыла. На заднем крыле жилка M3 и жилка Cu1 отходят от центральной ячейки в двух разных точках. У самцов на передних крыльях нет андрокониальных полей.
Представители рода также отличаются на основании особенностей в строении копулятивного аппарата у самцов.

## Список видов
- Boloria alaskensis (Holland, 1900) — Перламутровка аляскинская
- Boloria eunomia (Esper, 1799) — Перламутровка бледная
- Boloria aquilonaris (Stichel, 1908) — Болория северная, или перламутровка болотная, или болория вересковая
- Boloria alberta (W.H. Edwards, 1890)
- Boloria banghaasi (Seitz, 1909) — Перламутровка банг-хааза
- Boloria caucasica (Lederer, 1852) — Перламутровка кавказская
- Boloria chariclea (Schneider, 1794)
- Boloria euphrosyne (Linnaeus, 1758) — Перламутровка эвфросина
- Boloria frigidalis (Warren, 1944) — Болория Уоррена
- Boloria graeca (Staudinger, 1870)
- Boloria freija (Becklin in Thunberg, 1791) — Перламутровка фрейя
- Boloria napaea (Hoffmannsegg, 1804)
- Boloria neopales (Nakahara, 1926)
- Boloria pales (Denis & Schiffermüller, 1775) — Перламутровка Палес
- Boloria purpurea (Churkin, 1999)
- Boloria roddi (Kosterin, 2000) — Болория Родда[2][3]
- Boloria selene (Linnaeus, 1758) — Перламутровка селена
- Boloria sipora (Moore, 1875)